# Franzischak Wjatschorka

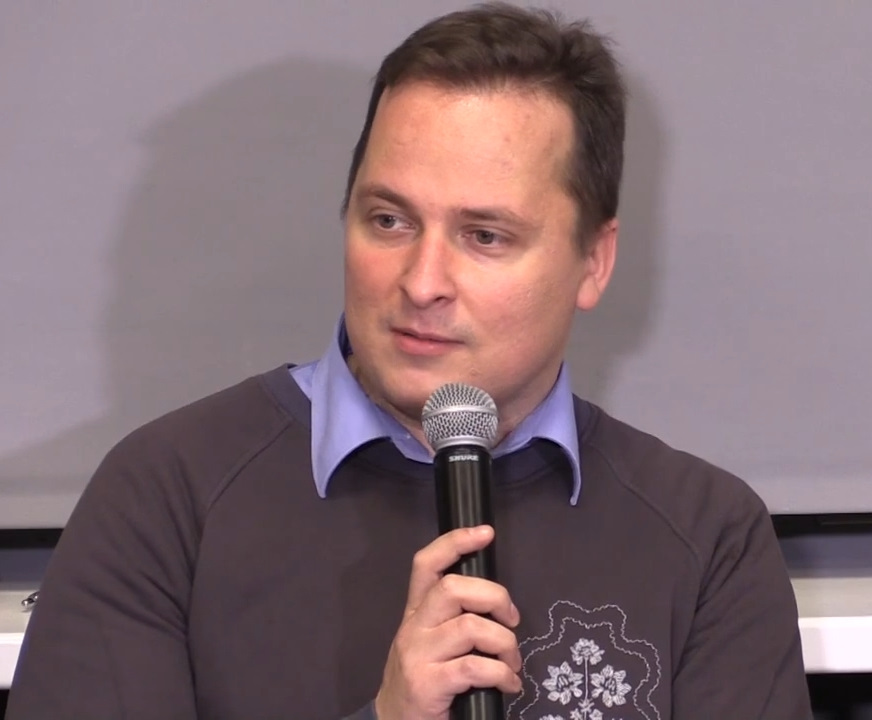
Franzischak Wjatschorka (2018)

Franzischak Waljanzinawitsch Wjatschorka (belarussisch Франці́шак Валянці́навіч Вячо́рка, russisch Франтишек Валентинович Вечёрко geb. 26. März 1988 in Minsk) ist ein belarussischer Journalist. Er berät die United States Agency for Global Media.
Er ist der Sohn des Oppositionspolitikers Winzuk Wjatschorka.

## Bildung und Berufserfahrung
Franzischak Wjatschorka studierte am belarussischen Lyzeum für Geisteswissenschaften (seit 2003 im Untergrund), am Journalismus-Institut der Belarussischen Staatlichen Universität, von der er wegen politischer Aktivitäten ausgeschlossen wurde, an der Europäischen Humanistischen Universität in Vilnius und von 2010 bis 2012 an der Universität Warschau die Studienrichtungen Public Relations und Medienmarketing. Bis 2018 absolvierte er ein Masterstudium in Internationaler Kommunikation an der American University in Washington, D.C.
Seit 2008 arbeitet Franzischak Wjatschorka als PR-Manager mit einem unabhängigen Satellitenfernsehen für Belarus Belsat TV zusammen und präsentiert nun auf dem Sender den Belarus Service von RFE / RL in seiner beliebten Nachrichten- und Analysesendung. Er hat als Journalist und Herausgeber für mehrere unabhängige Publikationen in Belarus gearbeitet: Belarussische Informationsagentur BelaPAN, Monatliche politische Zeitung «Naviny BNF» («BPF News»), Belarussischer Dienst von RFE / RL, Jugendinformations-Web-Portal Uff-by.org. Franzischak Wjatschorka hat einen Videoblog auf einem polnischen Radio-Webportal.
Franzischak Wjatschorka ist Creative Director beim belarussischen Dienst von RFE/RL. Er ist Vizepräsident des Digital Communication Networks und arbeitet gleichzeitig als Berater für die United States Agency for Global Media.
Kürzlich untersuchte er vom Kreml unterstützte Medien, Denkfabriken, NGOs im Ausland und die Rolle der russisch-orthodoxen Kirche. Er war Berater des US-Verteidigungsministeriums, des Freedom House und des Broadcasting Board of Governors. Er koordinierte auch das vom Digital Communication Network durchgeführte Projekt zur Kartierung digitaler Influencer. Er hält häufig Reden und setzt sich für Demokratie und persönliche Freiheit ein.
Gegenwärtig fungiert er als Senior Advisor und Leiter der Abteilung für Außenpolitik im Kabinett von Swjatlana Zichanouskaja.

## Politische Aktivitäten
Seit seiner Jugend engagiert sich Wjatschorka in der Oppositionsbewegung gegen den derzeitigen belarussischen Präsidenten Aljaksandr Lukaschenka. Wjatschorka war Mitglied der Malady Front, einer der Gründer und ehemaliger Vorsitzender der Jugend der BNF (2008–2009), dem Jugendflügel der Partyja BNF, dessen Nachfolger Andrej Krečka am 10. Oktober 2009 wurde. Wjatschorka war Organisator vieler Demonstrationen, politischer Kampagnen und Flash-Mobs.

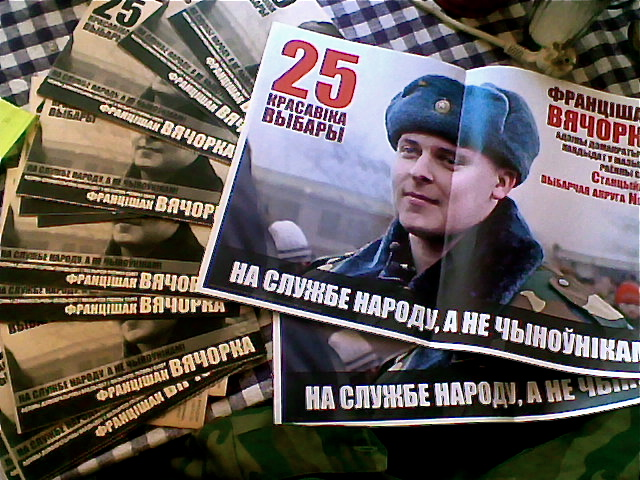
Er war Mitglied des Verwaltungsrates (2007–2009), Nationalrat (2007–2009) der BPF-Partei sowie Vorsitzender einer Kulturkommission (2007–2009). Außerdem ist er Mitglied der Belarusian Language Society.

Wjatschorka nahm 2000, 2001, 2004 und 2008 an Wahlkampagnen im Hauptquartier teil. Im Jahr 2010 kandidierte er bei den Kommunalwahlen zum Stadtrat von Mazyr, aber die Wahlen wurden gefälscht. Er war von 2005 bis 2006 Administrator einer Website des einheitlichen Oppositionskandidaten Aljaksandr Milinkewitsch und von 2007 bis 2009 Administrator der Vereinigten Demokratischen Kräfte von Belarus.
Ab Januar 2011 wurde er zum internationalen Sekretär für eine populärdemokratische Partei Belarussische Bewegung gewählt.

## Publizistische Tätigkeit
Franzischak Wjatschorka ist Chefredakteur des europäischen Reisebuches Wanderer's Guide for Belarusians.
Er ist Co-Koordinator des Ziviljournalismusprojekts Narodny Żurnalist.
Er ist einer der Gründer und Manager von ein öffentlicher Freiraum für unabhängige Veranstaltungen in Minsk Art-Siadziba.
Er war Regisseur und Produzent des Musikprojekts Partyzanaskaja Škoła (Partisanenschule), der Musik-CDs Ja lublu licej (Ich liebe Lyceum), Vieru u Ciabie (Vertraue dir), Partyzanaskaja Škoła (Partisanenschule), Pieśni Lisoŭčykaŭ (Lieder von Lisouchyks), Janka Kupala – 125, belarussisch Незалежныя sowie Produzent des Projekts Hörbücher in Belarus.
Er war Produzent und Manager des Projekts Cinema Dubbing into Belarusian, beispielsweise für Pulp Fiction, Shrek 2, En Liten Julsaga, Love Actually, V for Vendetta.
Seit 15. August 2020 ist er freier Mitarbeiter (non-resident fellow) des Atlantic Council.
Wjatschorka spricht Englisch, Französisch, Polnisch, Russisch und Belarussisch.

## Repressionen
Am 18. Februar 2008 wurde Wjatschorka als Journalist an der belarussischen Staatsuniversität ausgeschlossen, weil er zwei Prüfungen verpasst hatte. Seine polizeiliche Festnahme wurde von den Universitätsbehörden nicht als legitime Entschuldigung akzeptiert. Ein späterer Versuch, sich an der privaten belarussischen Exiluniversität European Humanities University einzuschreiben, die aufgrund der Einschränkungen von Lukaschenko im benachbarten Litauen tätig ist, schlug fehl, da Wjatschorka mit einem Auslands-Reiseverbot belegt ist.
Franzischak Wjatschorka wurde trotz seines Gesundheitszustandes in die Armee eingezogen. Es wurde berichtet, dass Wjatschorka am 16. Januar 2009 von den Behörden gewaltsam in die Streitkräfte von Belarus eingezogen wurde, obwohl er für medizinisch nicht tauglich befunden wurde. Mehrere andere Jugendaktivisten wie Ivan Šyła wurden ebenfalls eingezogen. Ab Februar 2009 war er in der Luftverteidigungseinheit 48694 in Mozyr, Homiel Voblast, stationiert. Während seiner Ausbildung sollen hochrangige Militärs Druck auf ihn ausgeübt haben, eher Russisch als Belarussisch zu sprechen, obwohl beide für den Einsatz im Militär legal sind. Als Soldat kämpfte Franak für die Rechte der Soldaten und die Rechte der Anwohner. Am 14. April 2010 wurde Wjatschorka aus gesundheitlichen Gründen aus der Armee entlassen. Während seines Militärdienstes nahm Franak als Kandidat an Kommunalwahlen zum Stadtrat von Mazyr teil.
Während des Militärdienstes veröffentlichte Franzischak Wjatschorka den Blog des belarussischen Soldaten im Internet.
Franzischak Wjatschorka wurde mehrfach verhaftet und wegen seiner Aktivitäten inhaftiert, zuletzt im Januar 2011.
Nach seiner Entlassung aus dem Militär wurde Wjatschorka die Zulassung zur belarussischen Staatsuniversität verweigert, bei der er sich achtmal bewarb sowie auch die Zulassung zu allen anderen öffentlichen Universitäten in Belarus, was gegen das Gesetz verstieß, das entlassenen Soldaten die garantierte Zulassung gewährt.
Im Januar 2022 wurde bekannt, dass Wjatschorka, zusammen mit den Bloggern Raman Pratassewitsch, Anton Motolko und NEXTA-Gründer Szjapan Puzila von belarussischen Behörden in 10 Anklagepunkten verdächtigt wird. Ihnen wird vorgeworfen, eine Verschwörung zur Machtergreifung organisiert zu haben, zum Hass aufgestachelt zu haben, Massenunruhen organisiert zu haben, extremistische Formationen gebildet zu haben, Hochverrat sowie eine Reihe weiterer schwerer Straftaten begangen zu haben. Am 20. Juni 2024 verurteilten die belarussischen Behörden Wjatschorka in Abwesenheit zu 20 Jahren Gefängnis.

## Kino
2006 spielte er in dem preisgekrönten Dokumentarfilm A Lesson of Belarusian mit, der sein Leben als demokratiefreundlicher Jugendaktivist im Vorfeld der Präsidentschaftswahlen 2006 in Belarus aufzeichnete. Franaks Arbeit mit seinen Aktivistenkollegen wurde zwei Wochen lang verfolgt. Sein Vater Winzuk Wjatschorka war ebenso vertreten wie Uładzimier Kołas, Direktor des belarussischen Geisteswissenschaftlichen Lyzeums und prominenter Akademiker.
Wjatschorka ist Co-Drehbuchautor und zweiter Regisseur eines Spielfilms, der von der polnischen Dokumentarfilm- und Spielfilmproduktionsfirma über seine Zeit in der belarussischen Armee und die Situation anderer junger Wehrpflichtiger produziert wird. Regie von Krzysztof Łukaszewicz. Der Film Viva Belarus! wurde im Frühjahr 2013 veröffentlicht.
Franzischak Wjatschorka spielte auch im Tutejszyja-Filmprojekt mit, welches auf dem gleichnamigen Stück von Janka Kupala basiert. Dieser Film war in Belarus verboten.

## Auszeichnungen und Preise
- 2016: Civil Society Leadership Award der Open Society Foundations (OSF)
- 2014: Person des Jahres von Nascha Niwa: «Für die Bemühungen zur Förderung der nationalen Identität von Belarus»
- 2013: National Endowment for Democracy, 30 under 30 Hervorgehoben unter «vielversprechenden jungen Führungskräften, alle 30 Jahre oder jünger, die in 24 Ländern für eine demokratische Zukunft arbeiten».
- 2013: Bestes Drehbuch beim Brussels Film Festival für den Film Viva Belarus!
- 2012: Vaclav-Havel-Stipendium des tschechischen Außenministeriums und Radio Free Europe/Radio Liberty, Prag, Tschechische Republik. Persönlich vergeben von Vaclav Havel.
- 2010: Literaturpreis Goldenes Apostroph für Debüt in Prosa, Minsk, Belarus
- 2009: Der Nationale Menschenrechtspreis „Für persönlichen Mut“, Minsk, Belarus
- 2008: Preis «Neue Generation», «Für Mut und Tapferkeit im Kampf für Freiheit und Demokratie in Belarus», Chișinău, Moldau
- 2007: IDFA Bertha Fund Award, Amsterdam, Niederlande
- 2007: «Bester Schauspieler» beim Lwiw Film Festival, Ukraine